# Jacques Dewatre

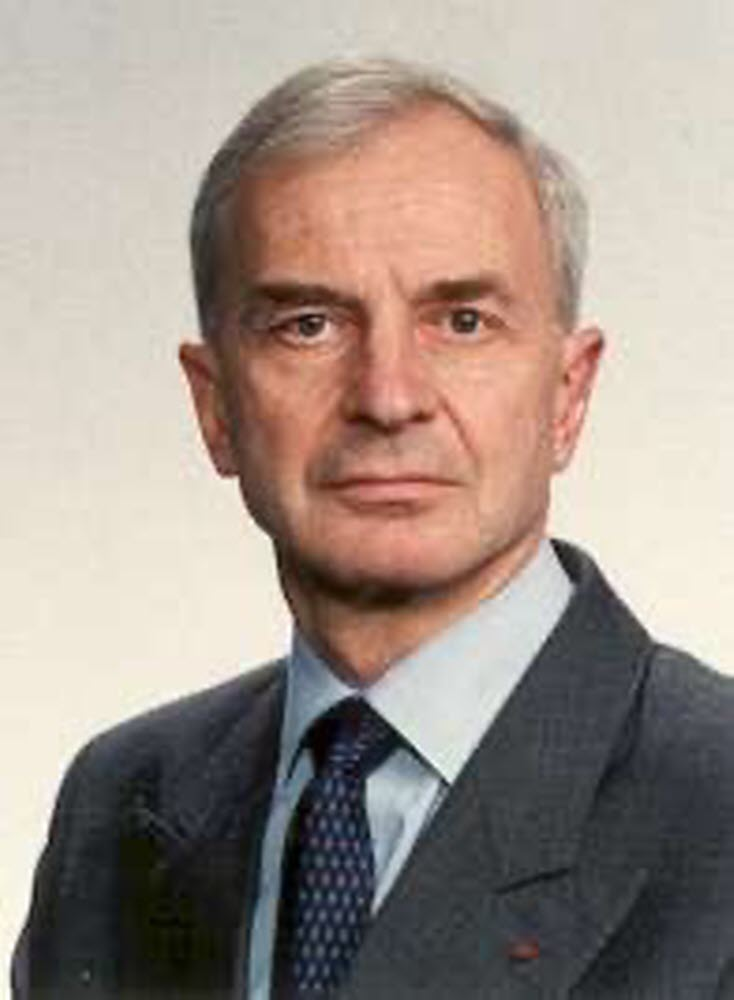
Jacques Dewatre, 1993

Jacques Dewatre (* 5. Juni 1936 in Limoges, Département Haute-Vienne; † 14. Dezember 2021 in Clamart, Département Hauts-de-Seine) war ein französischer Offizier, hoher Verwaltungsbeamter und Diplomat.

## Leben
Jacques Dewatre absolvierte ab 1958 an der Militärschule Saint-Cyr eine Ausbildung zum Offizier. Er war in Nordafrika stationiert. Später diente er in einem Fallschirmbataillon, war an die Infanterieschule in Montpellier kommandiert und führte später eine in Deutschland stationierte Einheit. In seiner 15 Jahre währenden Dienstzeit erreichte er den Rang eines Majors, bevor er aus dem Militärdienst ausschied und 1974 in den Präfekturdienst wechselte. Er war zunächst Unterpräfekt im Département Aude und im Département Savoie. 1978 wurde er Administrator der Îles du Vent in Französisch-Polynesien. Von 1981 bis 1984 war er Stabschef des damaligen Ministeriums für Zusammenarbeit und Entwicklung und kehrte anschließend als Generalsekretär der Präfektur des Départements Yvelines in den Verwaltungsdienst zurück.
Im Jahr 1985 wurde er Präfekt in Guayana. Von 1988 bis 1991 war er Präfekt des Départements Saône-et-Loire, zwischen 1991 und 1992 auf La Réunion und von 1992 bis 1993 im Département Yvelines.
Vom 4. Juni 1993 bis zum 14. Februar 2000 war er Leiter des französischen Auslandsgeheimdiensts DGSE, danach Botschafter in Äthiopien bis zur Pensionierung 2002.

## Ehrungen und Auszeichnungen
Am 26. April 2000 wurde er mit dem Großoffizierskreuz der Ehrenlegion ausgezeichnet. Zudem war er Großoffizier des Ordre national du Mérite, Offizier des Ordre des Palmes Académiques und Ritter des Ordre des Arts et des Lettres. Weiterhin war er Träger des Croix de la Valeur militaire, des Ordre du Mérite agricole, des Ordre du Mérite maritime und der Médaille de l’Aéronautique. Am 6. Juni 2014 wurde er in die Académie des Sciences d’Outre-Mer gewählt.